# News of the World Darts Championship 1983
Die News of the World Darts Championship 1983 (offiziell: "News of the World" International Championship) war ein Dartsturnier, das am 30. April 1983 in der Londoner Wembley Arena ausgetragen und durch die Boulevardzeitung News of the World gesponsert wurde. Es handelte sich um die 36. Auflage des Turniers seit Ende des Zweiten Weltkriegs und die elfte Austragung mit internationaler Beteiligung. Teilnahmeberechtigt waren neben den acht Gewinnern der regionalen Meisterschaften der Saison 1982/83, die in England (Eastern Counties, Lancashire & Cheshire, London & Home Counties, Midland Counties, North of England, Western Counties und Yorkshire) sowie in Wales stattfanden, auch die Sieger der Qualifikationsturniere in Irland, Schottland und den Vereinigten Staaten. Die Veranstaltung wurde vom Fernsehsender ITV übertragen.
Turniersieger wurde Eric Bristow (Foaming Quart, Norton Green, Isle of Wight), der im Finale Ralph Flatt (The Old Red House Pub, Carlton Colville) besiegen konnte. Als walisischer Regionalmeister nahm Tony Clark (Oak Tree Tavern, Wrexham) an der Veranstaltung teil.

## Preisgeld
| Position (Anzahl der Spieler) | Position (Anzahl der Spieler) | Preisgeld |
| ----------------------------- | ----------------------------- | --------- |
| Gewinner                      | (1)                           | £ 5.000   |
| Finalist                      | (1)                           | £ 1.000   |
| Halbfinalisten                | (2)                           | £ 250     |
| Viertelfinalisten             | (4)                           | £ 100     |
| Verlierer der Vorrunde        | (3)                           | £ 100     |
|                               |                               |           |
|                               |                               | £ 7.200   |

## Turnierplan
|  | Vorrunde (Best of 3 Legs) | Vorrunde (Best of 3 Legs) |  |  | Viertelfinale (Best of 3 Legs) | Viertelfinale (Best of 3 Legs) |   |              | Halbfinale (Best of 3 Legs) | Halbfinale (Best of 3 Legs) |  |  | Finale (Best of 3 Legs) | Finale (Best of 3 Legs) |
|  |                           |                           |  |  |                                |                                |   |              |                             |                             |  |  |                         |                         |
|  |                           |                           |  |  |                                |                                |   |              |                             |                             |  |  |                         |                         |
|  |                           |                           |  |  | Eric Bristow                   | 2                              |   |              |                             |                             |  |  |                         |                         |
|  |                           |                           |  |  | Tim Gould                      | 0                              |   |              |                             |                             |  |  |                         |                         |
|  |                           |                           |  |  |                                |                                |   | Eric Bristow | 2                           |                             |  |  |                         |                         |
|  |                           |                           |  |  |                                | Kevin Kenny                    | 0 |              |                             |                             |  |  |                         |                         |
|  |                           |                           |  |  | Kevin Kenny                    | 2                              |   |              |                             |                             |  |  |                         |                         |
|  |                           |                           |  |  | Chris Angel                    | 0                              |   |              |                             |                             |  |  |                         |                         |
|  |                           |                           |  |  |                                |                                |   |              | Eric Bristow                | 2                           |  |  |                         |                         |
|  | Ralph Flatt               | 2                         |  |  |                                | Ralph Flatt                    | 0 |              |                             |                             |  |  |                         |                         |
|  | Alan Blewitt              | 0                         |  |  | Ralph Flatt                    | 2                              |   |              |                             |                             |  |  |                         |                         |
|  |                           |                           |  |  | David Hobson                   | 0                              |   |              |                             |                             |  |  |                         |                         |
|  |                           |                           |  |  |                                |                                |   | Ralph Flatt  | 2                           |                             |  |  |                         |                         |
|  | Tony Clark                | 2                         |  |  |                                | Tony Clark                     | 1 |              |                             |                             |  |  |                         |                         |
|  | Tom Dorgan                | 1                         |  |  | Tony Clark                     | 2                              |   |              |                             |                             |  |  |                         |                         |
|  | Mike Gregory              | 2                         |  |  | Mike Gregory                   | 0                              |   |              |                             |                             |  |  |                         |                         |
|  | John Joe O’Shea           | 0                         |  |  |                                |                                |   |              |                             |                             |  |  |                         |                         |